# Ямщина (Мордовия)
Ямщи́на — село в Инсарском районе Республики Мордовии России.  Входит (с 2020) в состав  Русско-Паевского сельского поселения.

## География
Находится  на реке Тарса, в 12 км от районного центра и 18 км от железнодорожной станции Кадошкино. 

### Уличная сеть
- Кирова
- Куйбышева
- Ленина
- Молодёжная
- Чапаева
- Чкалова

## Топоним
Корень слова — «ям» — тюркского происхождения означает «почтовая станция». Суффикс «-щина» означает единство множественности.

## История
Село сформировалось в виде ямской слободы, где жили ямщики, осуществлявшие ямскую гоньбу — важную почтовую и транспортную службу в Русском государстве. Такие селения обычно располагались на трактах, крупных дорогах, в окрестностях городов.
В «Списке населённых мест Пензенской губернии» 1869 года Ямщина — казённое село из 250 дворов (1 755 человек) Инсарского уезда; имелись церковь, училище, волостное правление.
В 1913 году в Ямщине насчитывалось 326 дворов (1 969 жителей); имелись земская школа, хлебозапасный магазин, 2 пожарные машины, 5 ветряных мельниц, 4 маслобойки и просодранки, 2 шерсточесальни, 5 валяльных заводов, 2 кузницы, 9 лавок (в том числе винная) и 2 пивные.
В начале 1930-х годов был создан колхоз «Большевик», с 1996 г. — СХПК «Ямщинский», с 2001 г. — отделение СХПК «Россия» (село Русская Паёвка).
Село возглавляло Ямщинское сельское поселение  до его упразднения в 2020 году. Закон Республики Мордовия от 19 мая 2020 года № 29-З село было включено в Русско-Паевское сельское поселение (сельсовет).

## Население
| 1989 | 2002 | 2010 |
| ---- | ---- | ---- |
| 378  | ↘320 | ↘269 |

## Известные уроженцы, жители
Директором Ямщинской семилетней школы до войны работал Иван Кузьмич Козыренков, делегат XXIV съезда КПСС.

## Инфраструктура
Основа экономики — сельское хозяйство .
Ныне в селе имеются основная школа, библиотека, клуб, магазин, медпункт, отделение связи. 

## Транспорт
Село доступно автотранспортом. Остановка общественного транспорта «Ямщина». 